# Bulbostylis laniceps
Bulbostylis laniceps är en halvgräsart som beskrevs av Charles Baron Clarke, Théophile Alexis Durand och Schinz. Bulbostylis laniceps ingår i släktet Bulbostylis och familjen halvgräs. Inga underarter finns listade i Catalogue of Life.